# Liste des grades des sapeurs-pompiers belges

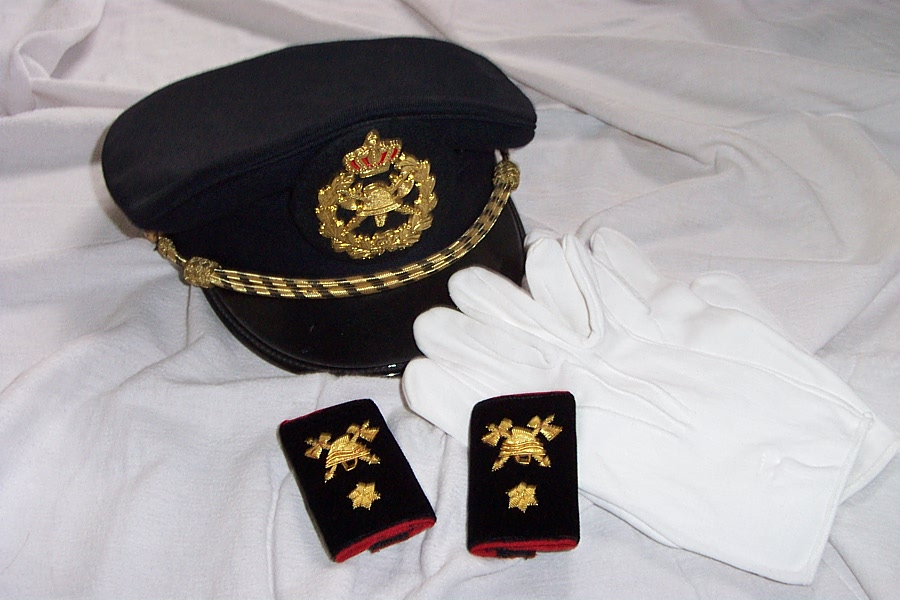
Un képi de sous-officier (bande mi dorée mi noire en dessous de l'insigne) et des insignes d'officier (Sous-Lieutenant) des sapeurs-pompiers belges, faisant partie de la tenue de cérémonie.

Cet article donne la liste des grades des sapeurs-pompiers belges avant comme après la réforme de la sécurité civile de Belgique de 2014.

## Présentation
Les pompiers belges sont organisés via une hiérarchie de grades basés sur ceux de l'armée. En effet, les premiers pompiers à proprement parler de l'histoire (en Belgique) étaient, hormis les moines, des militaires et des gardiens de l'ordre. Le terme sapeur étant d'ailleurs un grade et une fonction toujours existante dans les armées et étant une unité du génie civil.

## Les cadres
Avec la réforme de la sécurité civile belge de 2014, le nombre de grades des pompiers belges est passé de 15 à 8 (6 ont disparu, un a été créé). Ils sont à présent subdivisé en trois « cadres », basés sur l'Incident Command System. Le but de cette réforme au sein des grades est d'attribuer une fonction précise à un grade.
- Le cadre de base : Sapeur et de Caporal, assurant une fonction technique.
- Le cadre moyen : Sergent (rôle opérationnel) et d'Adjudant assurant une fonction tactique.
- Le cadre supérieur : Lieutenant, Capitaine, Major et Colonel, assurant une fonction stratégique.

La rémunération se faisant toujours par grade, mais ayant été revue par l'Arrêté royal du 19 avril 2014 portant statut pécuniaire du personnel opérationnel des zones de secours.

## Les brevets
La réforme de la sécurité civile belge de 2014, a également réorganisé les différents brevets donnant accès aux cadres et grades. Ils sont désormais uniquement délivrés par les instituts provinciaux de formation (IPF), organismes officiels nouvellement créées, dépendant des provinces et ayant plusieurs filiales formant l'ensemble des métiers de la sécurité civile belge.
Voici la liste des nouveaux brevets pour la discipline 1 (les pompiers) :
- Cadre de base :
  - B01 (Sapeur)
  - B02 (Caporal)

- Cadre moyen :
  - M01 (Sergent)
  - M02 (Adjudant)

- Cadre supérieur :
  - OFF1 (Lieutenant)
  - OFF2 (Capitaine)
  - OFF3 (Major)
  - OFF4 ( Colonel )

## Les grades

### Pompiers

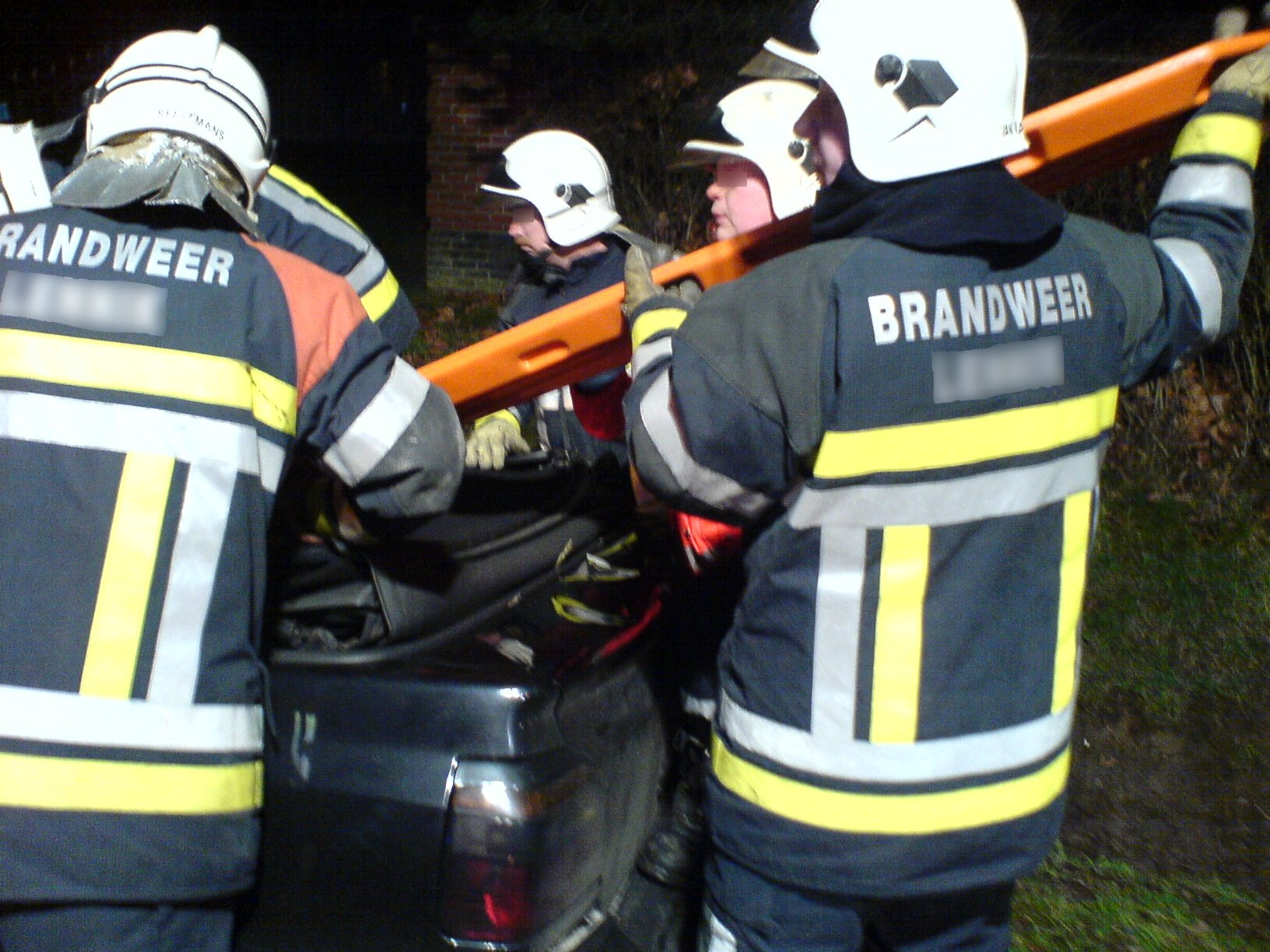
Les différents grades sont également visibles sur les casques (à gauche: un Sergent à droite un Sapeur).

| Grade sur le casque            | Grade sur les épaulettes       | Nom                                                                   |
| Hommes du rang (cadre de base) | Hommes du rang (cadre de base) | Hommes du rang (cadre de base)                                        |
| ------------------------------ | ------------------------------ | --------------------------------------------------------------------- |
|                                |                                | Sapeur                                                                |
|                                |                                | Caporal                                                               |
| Sous-officiers (cadre moyen)   |                                |                                                                       |
|                                |                                | Sergent                                                               |
|                                |                                | Adjudant                                                              |
| Officiers (cadre supérieur)    |                                |                                                                       |
|                                |                                | Lieutenant                                                            |
|                                |                                | Capitaine                                                             |
|                                |                                | Major                                                                 |
|                                |                                | Colonel (grade créé lors de la réforme de la sécurité civile en 2015) |

### Aide Médicale Urgente

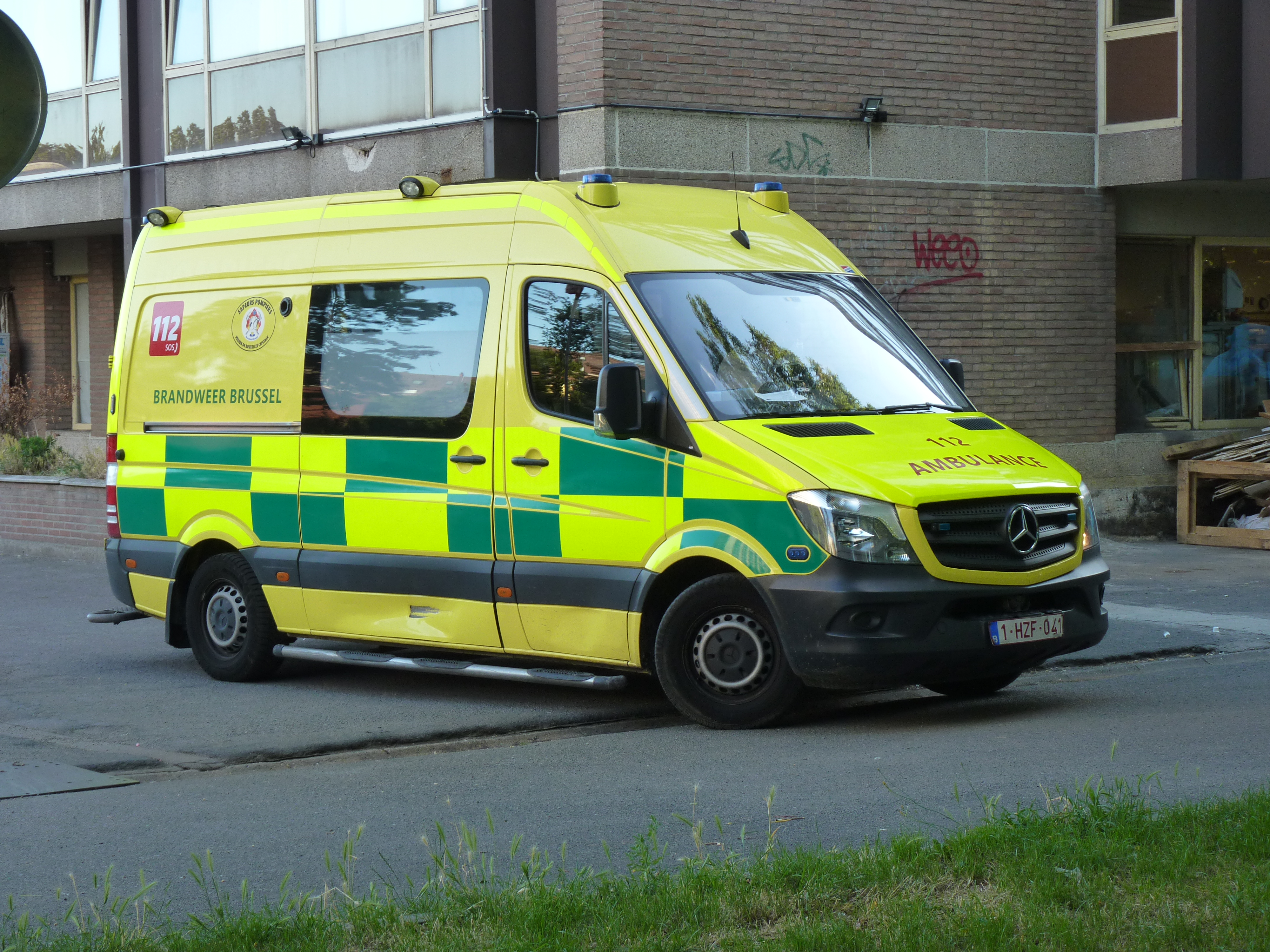
Une ambulance des pompiers de Bruxelles.

La « discipline 2 » de la planification de l'urgence en Belgique désigne l'aide médicale urgente et est opérée par différents services (publics ou privés) à condition qu'ils soient agréés « 112 » par le  SPF Santé publique. C'est notamment le cas de certains services de la Croix-Rouge de Belgique, de certains services d'ambulance privés mais aussi des zones de secours (les pompiers).
Celles-ci font en effet partie de la « discipline 1 » lorsqu'elles assurent des missions de « pompiers », mais passent sous le régime de la « discipline 2 » lorsqu'elles assurent des missions d'aide médicale urgente, notamment via leurs ambulances. Leurs agents, pompiers ou non-pompiers, deviennent alors des secouristes au même titre que ceux des autres services.
La différence est que les zones de secours qui emploient du personnel non-pompier pour opérer des missions d'aide médicale urgente reconnaissent, via un arrêté royal, différents grades offrant une hiérarchie dans l'aspect médical. Ces grades sont liés aux compétences en fonction du niveau d'études (ambulancier-agréé 112, infirmier ou médecin) et sont représentés par l'« Étoile de vie » de différente couleur, inscrite dans une circulaire ministérielle de 2007.
Ces grades se distinguent par les insignes suivants :
| Grade | Nom                                                                                                  |
| ----- | --- |
|       | Secouriste-Ambulancier                                                                               |
|       | Coordinateur-secouriste-ambulancier (Promotion barémique après cinq années de services admissibles.) |
|       | Infirmier                                                                                            |
|       | Médecin                                                                                              |

## Historique

### Les anciens brevets
Avant la réforme de la sécurité civile belge de 2014, il existait plusieurs brevets menant aux grades précités, qui peuvaient être obtenus après réussite des examens dans les centres de formations provinciaux (aussi appelés Écoles du feu).
Voici ces brevets:
- Sapeur-pompier
- Ambulancier
- Caporal
- Sergent (1er Sergent et Sergent-Major par promotion, non par diplôme)
- Adjudant (Adjudant-chef par promotion, non par diplôme)

- Officier (sous-Lieutenant)
- Technicien en prévention incendie (menant aux grades de Lieutenant et supérieurs)
- Gestion de situation de crise (nécessaire pour l'accès au brevet de chef de service)
- Chef de service (accès au grade le plus élevé du service)

Pour être Officier professionnel par recrutement dans un corps X ou Y, il fallait un diplôme universitaire menant à un emploi de niveau 1 selon la classification des agents de l'État belge ou un diplôme d'ingénieur technicien. Dans les autres corps, il fallait une diplôme donnant accès à un emploi de niveau 2.
Divers autres certificats sont proposés comme des spécifications en certaines techniques (porteur de tenues chimiques, nouveaux animaux de compagnie (NAC), bûcheronnage etc.)

### Les anciens grades
À la suite de la réforme de la sécurité civile belge de 2014, 6 grades ont disparu. Les détenteurs des anciens grades disparus peuvent continuer à porter celui-ci, notamment les grades par promotion, mais plus aun de ces nouveaux grades ne peut être accordé. En voici la liste :
| Grade sur le casque | Grade sur les épaulettes | Nom |
| Sous-officiers      | Sous-officiers           | Sous-officiers |
| ------------------- | ------------------------ | --- |
|                     |                          | 1er Sergent |
|                     |                          | Sergent-major |
|                     |                          | Adjudant-chef (Uniquement dans les corps X)                                                                                |
| Officiers           |                          | |
|                     |                          | Sous-lieutenant |
|                     |                          | Capitaine-commandant (uniquement dans les corps X et Y)                                                                    |
|                     |                          | Lieutenant-colonel (Uniquement dans les corps X et remplacé avec la réforme de la sécurité civile par le grade de colonel) |

### Polémique de la promotion des officiers
Lors de l’entrée en vigueur de la réforme de la sécurité civile belge de 2014, tous les officiers pompiers ont été automatiquement promus au grade supérieur, qu'ils soient détenteurs du brevet adéquat ou non. Cela a entrainé de nombreuses contestations et était l'objet de l'une des revendications annoncées lors des manifestations des pompiers belges avant et après la réforme, les sous-officiers et les hommes du rang se sentant lésés, car aucune mesure similaire n'était prévue pour eux.